# Championnat de Belgique de football de troisième division 1965-1966
Navigation
saison précédente saison suivante
Le Championnat de Belgique de football Division 3 1965-1966 est la 37e édition du championnat de troisième niveau national de football en Belgique. Il conserve le même format que la saison précédente, à savoir deux séries de 16 équipes, qui se rencontrent deux fois chacune pendant la saison. Les deux champions sont promus en Division 2, tandis que les deux derniers de chaque série sont relégués en Promotion.
La lutte pour le titre de la « série A » se résume à un mano à mano entre le RC Malines et Boom. Relégué de Division 2, les « Briquetiers » doivent s'avouer vaincus, de peu, derrière les « Rats malinois ». Dans ce groupe, Mechelen-aan-de-Maas doit rapidement se résigner. La belle aventure en D3 s'arrête là pour un cercle qui douze mois plus tard retournera dans l'anonymat des séries provinciales, dont il ne ressortira qu'en 2001. L'autre relégué, est Union Hutoise. Absent depuis 13 ans, le « matricule 76 » perd le duel qui l'oppose principalement à Montegnée et à Wezel Sport. Le club mosan devra attendre 15 ans (y compris un retour de cinq saisons en provinciales liégeoises) avant de retrouver la « D3 ».
La « série B » connaît davantage de prétendants, jusqu'à ce que Beveren et roulers se détachent. Les Waeslandiens décrochent les lauriers et montent, pour la première fois, en Division 2 (où il ne transiteront qu'une saison avant de rejoindre l'élite). Dans le bas du tableau, l'Histoire bascule pour deux cercles brabançons. Sauvé miraculeusement, la saison précédente, après la punition touchant l'Eendracht Alost, le RC de Gand échappe une nouvelle fois de justesse à la descente « pour avoir obtenu une victoire de mieux » que les Bruxellois du CS Schaerbeek. Ceux-ci jouent leur dernière saison en Division 3. Deux ans plus tard, le « matricule 451 » bascule en provinciales avant de disparaître dans une fusion.
L'autre descendant est St-Genesius-Rode. Par cela, le « matricule 6 » glisse au 4e niveau, pour la première fois depuis...1895. Il ne retrouvera plus la Division 3. En 1972, il basculera en dehors des séries nationales qu'il ne réintégrera que près de trois décennies plus tard.

## Fusion - Changement d'appellation
À la fin de la saison précédente, le FC Eendracht Houthalen (matricule 2402) a fusionné avec le VV Hoger Op Houthalen (matricule 6231) pour former le Sporting Houthalen sous le matricule 2402.

## Clubs participants
La dénomination des clubs est celle employé à l'époque. Les matricules renseignés en gras existent encore en 2014.

### Série A
| #  | Nom                                                       | Mat. | Ville        | Stades          | En D3 depuis    | Total en D3 | Saison précéd.           |
| -- | --------------------------------------------------------- | ---- | ------------ | --------------- | --------------- | ----------- | ------------------------ |
| 1  | Koninklijke Boom Football Club                            | 58   | Boom         | Parc communal   | 1965-1966 (1er) | 7 saisons   | Division 2, 16e          |
| 2  | Koninklijke Racing Club Mechelen                          | 24   | Malines      | O. Van Kesbecck | 1964-1965 (2e)  | 4 saisons   | 5e Série A               |
| 3  | Koninklijke Lyra                                          | 52   | Lierre       | Lyrastadion     | 1961-1962 (5e)  | 5 saisons   | 4e Série A               |
| 4  | Royal Racing Football Club Montegnée                      | 77   | Montegnée    | ??              | 1954-1955 (12e) | 27 saisons  | 7e Série B               |
| 5  | Royal Racing Club Tirlemont                               | 132  | Tirlemont    | Julien Bergé    | 1957-1958 (9e)  | 14 saisons  | 6e Série B               |
| 6  | Royal Stade Waremmien Football Club                       | 190  | Waremme      | Edmond Leburton | 1962-1963 (4e)  | 24 saisons  | 4e Série B               |
| 7  | Koninklijke Football Club Winterslag                      | 322  | Winterslag   | Noordlaan       | 1964-1965 (2e)  | 11 saisons  | 3e Série B               |
| 8  | Koninklijke Oud-Leerlingen St-Eduardus Merksem Sport-Club | 544  | Merksem      | Gemeentelijk    | 1963-1964 (3e)  | 11 saisons  | 10e Série A              |
| 9  | Koninklijke Wezel Sport Football Club                     | 844  | Wezel        | Balen-Neetlaan  | 1960-1961 (6e)  | 16 saisons  | 5e Série B               |
| 10 | Royale Entente Sportive Jamboise                          | 1579 | Jambes       | stade communal  | 1960-1961 (6e)  | 9 saisons   | 13e Série B              |
| 11 | Sporting Houthalen                                        | 2402 | Houthalen    | Gemeentelijke   | 1962-1963 (4e)  | 4 saisons   | 14e Série B              |
| 12 | Vrij en Vlug Overpelt-Fabriek                             | 2554 | Overpelt     | De Leukens      | 1957-1958 (9e)  | 9 saisons   | 2e Série B               |
| 13 | Union Basse-Sambre Auvelais                               | 4290 | Auvelais     | ??              | 1959-1960 (7e)  | 9 saisons   | 8e Série B               |
| 14 | Vebroedering Mechelen-aan-de-Maas                         | 5384 | Maasmechelen | ??              | 1963-1964 (3e)  | 3 saisons   | 11e Série B              |
| 15 | Royale Union Hutoise Football Club                        | 76   | Huy          | ??              | 1965-1966 (1er) | 11 saisons  | Promotion - Série C, 1er |
| 16 | Kon. Amical Club & Verbroedering Brasschaat               | 228  | Brasschaat   | ??              | 1965-1966 (1er) | 1 saison    | Promotion - Série A, 1er |

#### Localisation - Série A
| \| Brasschaat Boom OLSE Merksem Lyra RC Malines Wezel Overpelt Winterslag Houthalen V. Mechelen a/d M. RC Tirlemont Montegnée Waremme Huy Jambes Auvelais \| Localisation des clubs engagés en Division 3A 1965-1966 |
| Brasschaat Boom OLSE Merksem Lyra RC Malines Wezel Overpelt Winterslag Houthalen V. Mechelen a/d M. RC Tirlemont Montegnée Waremme Huy Jambes Auvelais                                                               |

### Série B
| #  | Nom                                       | Mat. | Ville        | Stades           | En D3 depuis    | Total en D3 | Saison précéd.           |
| -- | ----------------------------------------- | ---- | ------------ | ---------------- | --------------- | ----------- | ------------------------ |
| 1  | Royal Football Club La Rhodienne          | 6    | R.-St-Genèse | Wauterbos        | 1963-1964 (3e)  | 8 saisons   | 9e Série B               |
| 2  | Royal Racing Club de Gand                 | 11   | Gand         | E. Hielstadion   | 1955-1956 (11e) | 21 saisons  | 15e Série A              |
| 3  | Koninklijke Kortrijk Sport                | 19   | Courtrai     | Guldensporen     | 1964-1965 (2e)  | 15 saisons  | 6e Série A               |
| 4  | Koninklijke Vanneste Genootschap Oostende | 31   | Ostende      | ??               | 1964-1965 (2e)  | 19 saisons  | 13e Série A              |
| 5  | Royal Racing Club Tournaisien             | 36   | Tournai      | Drève de Maire   | 1962-1963 (4e)  | 23 saisons  | 7e Série A               |
| 6  | Royal Albert Elisabeth Club Mons          | 44   | Mons         | Charles Tondreau | 1961-1962 (5e)  | 33 saisons  | 11e Série A              |
| 7  | Royal Wavre Sports                        | 79   | Wavre        | ??               | 1964-1965 (2e)  | 2 saisons   | 12e Série B              |
| 8  | Koninklijke Sport Kring Roeselare         | 134  | Roulers      | Het Motje        | 1960-1961 (6e)  | 16 saisons  | 2e Série A               |
| 9  | Koninklijke Football Club Vigor Hamme     | 211  | Hamme        | Gemeentelijke    | 1962-1963 (4e)  | 11 saisons  | 14e Série A              |
| 10 | Royal Stade Mouscronnois                  | 224  | Mouscron     | Le Canonnier     | 1963-1964 (2e)  | 2 saisons   | 12e Série A              |
| 11 | Koninklijke Sport Vereniging Sottegem     | 225  | Zottegem     | Stedelijke       | 1961-1962 (5e)  | 5 saisons   | 8e Série A               |
| 12 | Royal Club Sportif de Schaerbeek          | 451  | Schaerbeek   | Parc Josaphat    | 1964-1965 (2e)  | 19 saisons  | 10e Série B              |
| 13 | Beveren-Waas Sport Kring                  | 2300 | Beveren      | Freethiel        | 1963-1964 (3e)  | 14 saisons  | 3e Série A               |
| 14 | Voetbal Club Zwevegem Sport               | 3521 | Zwevegem     | Gemeentelijke    | 1962-1963 (4e)  | 4 saisons   | 9e Série A               |
| 15 | White Star Club Lauwe                     | 535  | Lauwe        | ??               | 1965-1966 (1er) | 1 saison    | Promotion - Série B, 1er |
| 16 | Racing Jette                              | 4549 | Jette        | Communal         | 1965-1966 (1er) | 1 saison    | Promotion - Série D, 1er |

#### Localisation - Série B
| \| Schaerbeek Racing Jette La Rhodienne Wavre Roulers Zwevegem Lauwe VG Oostende Courtrai Sottegem Beveren Hamme RC Gand RC Tournai Mons Mouscron \| Localisation des clubs engagés en Division 3B 1965-1966 |
| Schaerbeek Racing Jette La Rhodienne Wavre Roulers Zwevegem Lauwe VG Oostende Courtrai Sottegem Beveren Hamme RC Gand RC Tournai Mons Mouscron                                                               |

## Classements & Résultats
- Le nom des clubs est celui employé à l'époque

Légende
- Clubs champions et promus en Division 2 la saison suivante
- Clubs relégués en Promotion la saison suivante

Abréviations
 : club relégué de « Division 2 » depuis la saison précédente
 : Clubs promus de « Promotion » depuis la saison précédente

### Classement final - Série A
| Rang | Équipe                          | Pts | J  | G  | N  | P  | Bp | Bc | Diff |
| ---- | ------------------------------- | --- | -- | -- | -- | -- | -- | -- | ---- |
| 1    | K. RC MECHELEN                  | 44  | 30 | 18 | 8  | 4  | 66 | 36 | +30  |
| 2    | K. Boom FC                      | 42  | 30 | 16 | 10 | 4  | 56 | 26 | +30  |
| 3    | R. RC Tirlemont                 | 34  | 30 | 13 | 8  | 9  | 47 | 35 | +12  |
| 4    | R. Stade Waremmien FC           | 33  | 30 | 15 | 3  | 12 | 46 | 45 | +1   |
| 5    | K. Lyra                         | 33  | 30 | 13 | 7  | 10 | 47 | 32 | +15  |
| 6    | V&V Overpelt-Fabriek            | 33  | 30 | 11 | 11 | 8  | 40 | 34 | +6   |
| 7    | K. FC Winterslag                | 32  | 30 | 11 | 10 | 9  | 58 | 41 | +17  |
| 8    | Union Basse-Sambre Auvelais     | 31  | 30 | 11 | 9  | 10 | 36 | 27 | +9   |
| 9    | K. Olse Merksem SC              | 29  | 30 | 13 | 3  | 14 | 47 | 54 | -7   |
| 10   | Sporting Houthalen              | 29  | 30 | 12 | 5  | 13 | 38 | 39 | -1   |
| 11   | K. Am. en Verbr. Cl. Brasschaat | 26  | 30 | 11 | 4  | 15 | 44 | 55 | -11  |
| 12   | R. Entente Sportive Jamboise    | 26  | 30 | 10 | 6  | 14 | 36 | 50 | -14  |
| 13   | K. Wezel Sport FC               | 24  | 30 | 10 | 4  | 16 | 41 | 46 | -5   |
| 14   | R. Racing FC Montegnée          | 24  | 30 | 8  | 8  | 14 | 30 | 51 | -21  |
| 15   | R. Union Hutoise FC             | 23  | 30 | 8  | 7  | 15 | 29 | 58 | -29  |
| 16   | Verbr. Mechelen a/d Maas        | 17  | 30 | 6  | 5  | 19 | 31 | 63 | -32  |

#### Résultats des rencontres - Série A
| Résultats (▼dom., ►ext.)                                   | AUV | BOO | BRA | HOU | HUY | JAM | LYR | MON | RCM | MaM | MER | TIR | OVE | WAR | WEZ | WIN |
| UBS Auvelais                                               |     | 1-0 | 1-1 | 2-0 | 1-0 | 3-0 | 5-0 | 3-0 | 1-1 | 1-1 | 2-0 | 0-0 | 0-0 | 0-1 | 0-1 | 3-2 |
| K. Boom FC                                                 | 2-2 |     | 2-0 | 1-0 | 5-0 | 3-1 | 1-1 | 0-0 | 2-2 | 4-1 | 4-1 | 3-2 | 6-1 | 0-1 | 0-0 | 1-1 |
| K. AVC Braasschat                                          | 0-2 | 2-4 |     | 3-0 | 0-1 | 0-2 | 1-1 | 0-1 | 3-4 | 4-2 | 1-2 | 2-0 | 1-2 | 0-2 | 1-0 | 2-2 |
| Sporting Houthalen                                         | 0-0 | 2-4 | 0-1 |     | 3-0 | 0-1 | 2-1 | 1-1 | 3-1 | 0-1 | 1-0 | 3-0 | 1-0 | 4-3 | 4-3 | 1-4 |
| R. Union Hutoise FC                                        | 0-3 | 0-0 | 6-0 | 0-3 |     | 2-1 | 1-1 | 1-0 | 0-0 | 4-2 | 4-1 | 1-4 | 1-1 | 0-5 | 3-0 | 1-1 |
| R. Ent. Sp. Jamboise                                       | 2-1 | 0-1 | 2-2 | 2-0 | 2-1 |     | 1-2 | 0-1 | 0-1 | 1-2 | 4-2 | 0-3 | 2-1 | 1-0 | 1-0 | 3-3 |
| K. Lyra                                                    | 0-0 | 0-1 | 1-2 | 0-0 | 4-0 | 3-0 |     | 8-2 | 1-1 | 3-0 | 1-0 | 0-0 | 3-1 | 3-1 | 1-0 | 2-1 |
| R. Racing FC Montegnée                                     | 1-0 | 2-4 | 0-2 | 0-1 | 2-3 | 1-1 | 2-0 |     | 1-1 | 4-1 | 0-0 | 0-2 | 1-0 | 2-4 | 0-2 | 2-1 |
| K. RC Mechelen                                             | 2-0 | 1-2 | 3-4 | 2-0 | 7-0 | 1-0 | 2-0 | 6-0 |     | 4-2 | 2-0 | 2-1 | 1-1 | 3-1 | 2-1 | 2-1 |
| Verbr. Mechelen-a/d-Maas                                   | 2-2 | 0-0 | 4-2 | 2-1 | 0-0 | 1-2 | 1-0 | 1-1 | 1-3 |     | 3-2 | 0-4 | 0-1 | 1-2 | 0-1 | 1-3 |
| K. OLSE Merksem SC                                         | 1-0 | 1-0 | 3-1 | 0-2 | 0-0 | 6-2 | 1-6 | 3-0 | 1-1 | 3-2 |     | 2-0 | 4-2 | 5-2 | 1-3 | 2-1 |
| R. RC Tirlemont                                            | 1-0 | 0-1 | 0-2 | 3-0 | 2-0 | 2-2 | 2-1 | 1-0 | 2-4 | 1-0 | 3-1 |     | 1-1 | 2-1 | 5-2 | 1-1 |
| V&V Overpelt-Fabriek                                       | 2-0 | 2-2 | 2-1 | 1-1 | 1-0 | 1-1 | 1-0 | 1-1 | 1-1 | 1-0 | 4-0 | 2-1 |     | 6-0 | 0-0 | 2-0 |
| R. Stade Waremmien FC                                      | 3-1 | 1-0 | 3-1 | 1-1 | 1-0 | 4-1 | 1-0 | 0-2 | 1-2 | 2-0 | 0-3 | 1-1 | 1-0 |     | 3-0 | 0-1 |
| K. Wezel Sport FC                                          | 0-1 | 0-2 | 3-4 | 2-1 | 2-0 | 1-1 | 2-3 | 2-1 | 1-2 | 5-0 | 0-1 | 1-1 | 2-0 | 4-0 |     | 1-3 |
| K. FC Winterslag                                           | 4-1 | 1-1 | 0-1 | 0-1 | 4-0 | 2-0 | 0-1 | 2-2 | 5-2 | 2-0 | 3-1 | 2-2 | 2-2 | 1-1 | 5-2 |     |
| - Victoire à domicile - Match nul - Victoire à l'extérieur |     |     |     |     |     |     |     |     |     |     |     |     |     |     |     |     |

#### Résumé
La série est longtemps indécise en ce qui concerne les premières places. Il faut près de 20 journées avant qu'une « sélection » digne de ce nom ne s'opère avec le RC Mechelen, Boom, le RC Tirlemont et le Stade Waremme qui s'isolent devant. La lutte pour le titre se circonscrit ensuite rapidement aux deux Anversois. Le Racing de Malines faisant la différence quand les « Briquetiers » concèdent trois partages de rang.
La bagarre en bas de tableau reste aussi indécise mais elle ne concerne très vite qu'un nombre plus limité de clubs. Le Verbroedering Mechelen-aan-de-Maas et Racing FC Montegnée font longtemps figure de victimes expiatoires, mais les Liégeois réalisent un bon deuxième tour et s'en sortent. Si l'Entente Sportive Jamboise n'est jamais totalement  à l'aise, ce sont principalement Wezel Sport et les promus de l'Union Hutoise qui sont sur la corde raide durant le second tour. Les « Mosans » pensent engranger des points en suffisance, mais les Campinois réussissent leur fin de parcours avec un « 6 sur 6 » salvateur pour terminer.

### Classement final - Série B
| Rang | Équipe                | Pts | J  | G  | N  | P  | Bp | Bc  | Diff |
| ---- | --------------------- | --- | -- | -- | -- | -- | -- | --- | ---- |
| 1    | SK BEVEREN-WAAS       | 45  | 30 | 19 | 7  | 4  | 70 | 28  | +42  |
| 2    | K. SK Roeselare       | 44  | 30 | 20 | 4  | 6  | 94 | 44  | +50  |
| 3    | R. RC Tournaisien     | 39  | 30 | 17 | 5  | 8  | 68 | 47  | +21  |
| 4    | VC Zwevegem Sport     | 37  | 30 | 16 | 5  | 9  | 55 | 28  | +27  |
| 5    | R. Excelsior Mouscron | 36  | 30 | 17 | 2  | 11 | 71 | 55  | +16  |
| 6    | K. SV Sottegem        | 36  | 30 | 14 | 8  | 8  | 52 | 35  | +17  |
| 7    | R. AEC Mons           | 34  | 30 | 13 | 8  | 9  | 51 | 43  | +8   |
| 8    | R. Wavre Sports       | 32  | 30 | 12 | 8  | 10 | 53 | 49  | +4   |
| 9    | Racing Jette          | 32  | 30 | 12 | 8  | 10 | 49 | 50  | -1   |
| 10   | White Star Club Lauwe | 32  | 30 | 10 | 12 | 8  | 53 | 41  | +12  |
| 11   | K. VG Oostende        | 26  | 30 | 9  | 8  | 13 | 45 | 52  | -7   |
| 12   | K. Kortrijk Sport     | 24  | 30 | 10 | 4  | 16 | 50 | 56  | -6   |
| 13   | K. FC Vigor Hamme     | 20  | 30 | 9  | 2  | 19 | 48 | 68  | -20  |
| 14   | R. RC de Gand         | 17  | 30 | 6  | 5  | 19 | 28 | 82  | -54  |
| 15   | R. CS de Schaerbeek   | 17  | 30 | 5  | 7  | 18 | 27 | 56  | -29  |
| 16   | R. FC La Rhodienne    | 9   | 30 | 2  | 5  | 23 | 27 | 107 | -80  |

#### Résultats des rencontres - Série B
| Résultats (▼dom., ►ext.)                                   | BEV | GAN | HAM | JET | KOR | LAU | MON | EXC | VGO | ROE  | SCH | RHO | SOT | TOU | WSP | ZWE |
| SK Beveren-Waas                                            |     | 2-1 | 3-0 | 7-1 | 3-2 | 1-1 | 2-0 | 0-1 | 3-2 | 2-0  | 2-0 | 4-0 | 0-0 | 4-1 | 2-1 | 1-1 |
| R. RC de Gand                                              | 1-0 |     | 0-1 | 3-3 | 2-1 | 0-5 | 3-3 | 0-4 | 5-1 | 1-4  | 1-0 | 2-2 | 1-2 | 1-5 | 1-3 | 0-0 |
| K. FC Vigor Hamme                                          | 0-4 | 6-1 |     | 6-1 | 1-4 | 2-1 | 3-2 | 1-2 | 1-1 | 2-1  | 1-0 | 8-1 | 1-3 | 1-0 | 2-3 | 2-2 |
| Racing Jette                                               | 1-2 | 3-0 | 3-1 |     | 6-1 | 2-2 | 2-2 | 0-3 | 1-1 | 1-4  | 1-2 | 5-2 | 0-1 | 3-0 | 2-1 | 2-1 |
| K. Kortrijk Sport                                          | 1-3 | 2-1 | 1-0 | 2-3 |     | 1-2 | 1-1 | 5-1 | 0-2 | 1-3  | 3-1 | 4-1 | 1-0 | 4-1 | 1-0 | 3-1 |
| White Star Club Lauwe                                      | 1-3 | 0-0 | 4-1 | 1-1 | 1-1 |     | 2-2 | 4-2 | 1-0 | 1-1  | 2-1 | 4-0 | 1-0 | 2-4 | 2-2 | 0-1 |
| R. AEC Mons                                                | 1-2 | 4-0 | 2-0 | 0-1 | 3-2 | 1-0 |     | 2-0 | 1-1 | 2-2  | 3-1 | 4-0 | 1-0 | 1-1 | 1-0 | 3-1 |
| R. Excelsior Mouscron                                      | 3-2 | 6-1 | 5-0 | 1-1 | 2-0 | 1-1 | 2-0 |     | 1-0 | 2-1  | 2-0 | 7-2 | 2-1 | 3-4 | 7-3 | 2-1 |
| K. VG Oostende                                             | 0-3 | 6-0 | 2-1 | 0-1 | 2-1 | 2-1 | 2-3 | 3-1 |     | 2-2  | 3-2 | 5-1 | 0-0 | 1-4 | 1-1 | 0-1 |
| K. SK Roeselare                                            | 0-0 | 3-0 | 4-2 | 2-0 | 3-2 | 1-5 | 4-3 | 9-1 | 5-0 |      | 3-1 | 3-1 | 2-4 | 3-0 | 4-2 | 2-1 |
| R. CS Schaerbeek                                           | 0-4 | 0-1 | 3-1 | 1-1 | 1-0 | 1-1 | 1-0 | 3-1 | 2-2 | 0-2  |     | 1-3 | 4-4 | 1-1 | 0-0 | 0-2 |
| R. FC La Rhodienne                                         | 0-5 | 0-1 | 3-1 | 0-1 | 3-3 | 1-4 | 0-1 | 0-6 | 0-2 | 1-12 | 1-1 |     | 0-1 | 1-4 | 1-3 | 0-2 |
| K. SV Sottegem                                             | 2-2 | 6-1 | 3-1 | 2-0 | 2-0 | 2-2 | 0-1 | 3-0 | 2-2 | 3-2  | 1-0 | 2-2 |     | 1-1 | 4-0 | 1-0 |
| R. RC Tournaisien                                          | 4-1 | 4-0 | 3-1 | 1-0 | 2-2 | 3-1 | 2-0 | 1-0 | 3-1 | 2-7  | 4-0 | 5-0 | 3-1 |     | 3-5 | 0-1 |
| R. Wavre Sport                                             | 1-1 | 4-0 | 2-1 | 0-2 | 4-1 | 1-1 | 2-2 | 3-2 | 1-0 | 1-3  | 3-0 | 1-1 | 3-1 | 1-1 |     | 1-2 |
| VC Zwevegem Sport                                          | 2-2 | 2-0 | 4-0 | 1-1 | 1-0 | 3-0 | 6-2 | 4-1 | 4-1 | 1-2  | 3-0 | 5-0 | 2-0 | 0-1 | 0-1 |     |
| - Victoire à domicile - Match nul - Victoire à l'extérieur |     |     |     |     |     |     |     |     |     |      |     |     |     |     |     |     |

#### Résumé
La série se retrouve assez rapidement partagée en deux blocs: haut et bas. Beveren-Waas, le SK Roeselare, mais aussi Zwevegem et le RC Tournaisien forment un groupe de leaders avec les promus du Racing Jette. Beveren et Roulers se détachent durant le deuxième tour et se livre un beau dule qui ne trouve son épilogue que lors de la toute dernière journée avec le sacre du Sport Kring Beveren-Waas.
Le spectre de la relégation s'éloigne assez rapidement pour la plupart des équipes car trois cercles réalisent un très faible premier tour : le Vigor Hamme, le RC de Gand et le FC La Rhodienne. La faiblesse de ces équipes se confirment durant le second tour, mais le « Vigor » empochent des points précieux qui lui permettent de s'éloigner quelque peu de la zone à risques. Arrivé en Division 3, quatre ans plus tôt, un peu par hasard à la suite de l'échange de matricule effectué avec le Racing CB, Rhode-St-Genèse n'est jamais en mesure d'amorcer son redressement et termine dernier sans même atteindre le total de 10 points. La lutte est par contre tendue jusqu'au terme du championnat entre les Gantois du "Racing" et le CS Schaerbeek qui, par la faute d'une second tour calamiteux, se retrouve en fâcheuse posture. Au bout du sprint, les « Gentse Ratten » sauvent leur peau au détriment des Schaerbeekois. Ceux-ci avaient mieux entamé le deuxième tour, mais s'écroulèrent, alors que les Gantois retrouvaient des couleurs.

### Désignation du Champion de Division 3
Le titre de « Champion de Division 3 » est attribué après une confrontation aller/retour entre les vainqueurs de chacune des deux séries.
| Dates                    | Domicile        | Déplacement     | Résultat | Remarques |
| ------------------------ | --------------- | --------------- | -------- | --------- |
| 8 mai 1966               | K. RC Mechelen  | Beveren-Waas SK | ?-?      |           |
| 15 mai 1966              | Beveren-Waas SK | K. RC Mechelen  | ?-?      |           |
| BEVEREN-WAAS SK champion |                 |                 |          |           |

Précisons que ce mini-tournoi n'a qu'une valeur honorifique et n'influe pas sur la montée. Les quatre champions de série sont promus.

## Meilleurs buteurs
- Série A: ?
- Série B: ?

## Récapitulatif de la saison
- Champion A: K. RC Mechelen (2e titre en D3)
- Champion B: SK Beveren-Waas (1er titre en D3)

- Vingt-cinquième titre de D3 pour la Province d'Anvers
- Treizième titre de D3 pour la Province de Flandre orientale

| Région flamande (19)            | Région flamande (19) | Province de Brabant (5)      | Province de Brabant (5) | Région wallonne (8)    | Région wallonne (8) |
| ------------------------------- | -------------------- | ---------------------------- | ----------------------- | ---------------------- | ------------------- |
| Province d'Anvers               | 6                    | Région de Bruxelles-Capitale | 2                       | Province de Hainaut    | 3                   |
| Province de Flandre-Occidentale | 5                    | Province du Brabant flamand  | 2                       | Province de Liège      | 3                   |
| Province de Flandre-Orientale   | 4                    | Province du Brabant wallon   | 1                       | Province de Luxembourg | 0                   |
| Province de Limbourg            | 4                    |                              |                         | Province de Namur      | 2                   |

1. ↑  Au niveau footballistique, la province de Brabant est toujours unitaire malgré sa partition territoriale en 1995.

### Admissions - Relégations
Beveren et le Racing Malines sont promus en Division 2, d'où est relégué Turnhout. Le second descendant vient en réalité de Division 1. Il s'agit du CS Brugeois (15e classé) puni dans un dossier de « falsification de compétition » et qui passe de la D1 à la D3. Le « matricule 12 », sera blanchi ultérieurement.
L'Union Hutoise, Mechelen-aan-de-Maas, le CS Schaerbeek et Rhode-St-Genèse sont relégués en Promotion, d'où sont promus Alost, le SC Hasselt, La Louvière et le Voorwaarts Tienen.

## Débuts en D3
Trois clubs évoluent pour la première fois de leur Histoire au 3e niveau du football belge. Ils portent à 217 le nombre de clubs différents ayant évolué à ce niveau.
- K. AC&V Brasschaat est le 43e club anversois différent à évoluer à ce niveau.
- Racing Jette est le 34e club brabançon différent à évoluer à ce niveau.
- White Star Club Lauwe est le 20e club flandrien occidental différent à évoluer à ce niveau.